# Dendrobium pulvinatum
Dendrobium pulvinatum är en orkidéart som beskrevs av Rudolf Schlechter. Dendrobium pulvinatum ingår i släktet Dendrobium, och familjen orkidéer. Inga underarter finns listade i Catalogue of Life.